# Parada de Pinhão
Parada de Pinhão es una freguesia portuguesa del concelho de Sabrosa, con 5,45 km² de superficie y 347 habitantes (2001). Su densidad de población es de 63,7 hab/km².